# Milan Křížek

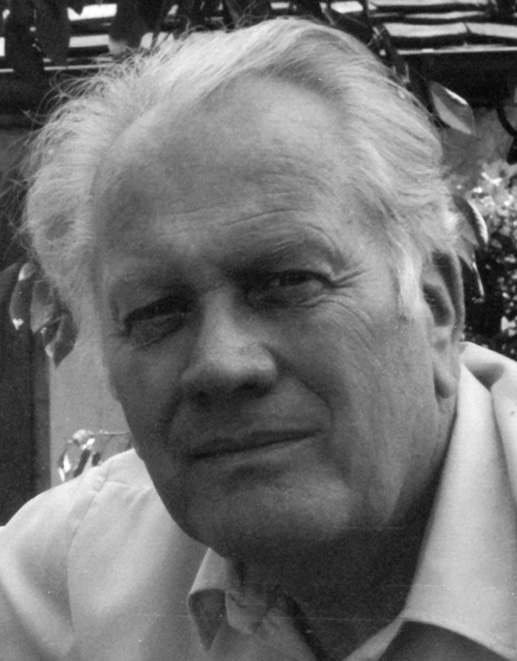
Milan Křížek, 1986

Milan Křížek (* 9. März 1926 in Lišov, Tschechoslowakei; † 15. Februar 2018 in Budweis, Tschechien) war ein tschechischer Komponist, Musiklehrer und Bratschist.

## Leben
Nach seinem Abschluss am Gymnasium in Tábor (1937–1945), studierte er Musikwissenschaft, Musikerziehung und Geschichte an der Philosophischen Fakultät der Karlsuniversität in Prag (1946–1951). Privat studierte er Komposition unter Jaroslav Řídký (1946–1950). Im Jahr 1959 legte er das Staatsexamen in Violine ab. 1971 wurde Křížek Doktor der Philosophie an der Palacký-Universität in Olmütz. Seine postgraduale Forschung wurde extern am Institut für Musikwissenschaft der Tschechoslowakischen Akademie der Wissenschaften durchgeführt (1966–1972; als Kandidat der Wissenschaften ausgezeichnet in 1975).
Nach seinem Studienabschluss unterrichtete er Musikerziehung an der Pädagogischen Gymnasium in Znaim (1950–1951). Nach seinem Militärdienst zog er nach Budweis, wo er an der Musikhochschule (1953–1956), dann an der Pädagogischen Schule (1956–1958) unterrichtete. Unter anderem hat er zu der Popularisierung der Musik beigetragen. 1959 wurde er Assistenzprofessor am Institut für Musik der Fakultät für Bildungswissenschaften. Im Jahr 1991 wurde die Fakultät zum Bestandteil der neugegründeten Südböhmischen Universität in Budweis. Bis zu seiner Pensionierung in 1986 war er im Institut für Musik tätig. Nach der politischen Wende von 1989 wurde er 1990 zum Dozenten ernannt.
In Jahren 1990 bis 2001 lehrte Křížek Musiktheorie und Komposition an der Musikhochschule in Budweis. Bis 1992 war er auch als Geiger im Orchester der Oper des Südböhmischen Theaters, in der Südböhmischen Philharmonie und in mehreren anderen Kammerensembles tätig.
Kompositionen von Křížek haben ihre Wurzeln in Neoklassizismus. In seinen späteren Werken wird mit neuen Kompositionstechniken experimentiert. Diese Werke neigen zu der Synthese von den Mitteln der modernen Musiksprache. Der Südböhmische Philharmonische Kammerorchester führte die Premieren von Variationen über ein Thema von Alban Berg (1985), Konzert für Orchester (1988), Konzert für 14 Streichinstrumente (1998) und andere Werke auf. Eine Auswahl seiner Werke wird oft im Rahmen der Tage für Neue Musik in Prag aufgenommen: Sonate für Viola solo (1996), Sonatina danzante für Flöte und Klarinette (2000), Sieben Sequenzen für Klarinette und Schlagzeug (2002), Capriccio für Sopran, Flöte, Viola und Schlagzeug auf Verse von Konstantin Biebl (2005), Largo desolato für Violine, Viola und Violoncello (2010) und Collage IV 3 Violoncellos (2012).
Seine Kompositionen sind in Archiven des Tschechischen Musikfonds, im Südböhmischen Museum, in Archiven der Südböhmischen Philharmonie und am Konservatorium in Budweis hinterlegt.

## Ausgewählte Werke

### Orchesterwerke
- Divertimento I für Streichorchester (1983)
- Variationen über ein Thema von Alban Berg (1984)
- Konzert für Orchester (1987)
- Concerto grosso für Violine, Viola und Orchester (1989)[4]
- Divertimento II für Orchester (1992)
- Konzert für 14 Streichinstrumente (1995)
- Divertimento III für Streichorchester (2002)
- Concertino für Klarinette, Streicher und Harfe (2003)
- Konzert für Violine und Orchester (2010)

### Kammermusik
- Preludium und giga für Oboe und Klavier (In Erinnerung an Jan Dismas Zelenka) (1959)
- Partita parva für 2 Violinen (1973)
- Es war Liebe: Variationen über ein mährisches Lied für Flöte, Violoncello und Klavier (1976)
- Musica brevis für 3 Violoncellos (1987)
- Streichquartett I für 2 Violinen, Viola und Violoncello (1988)
- Partita für Violine und Klavier (1993)[5]
- Collage I für 4 Flöten (1995)
- Trio für Klarinette, Violoncello und Klavier (1996)
- Sonata a due für Violine und Viola (1997)
- Sonatina danzante für Flöte und Klarinette (1999)
- Good King Wenceslas (Variationen auf Englisches Weihnachtslied für Violine, Klarinette und Klavier) (2000)
- Sieben Sequenzen für Klarinette und Schlagzeug (2001)
- Collage III für 2 Violinen und Viola (2003)
- Streichquartett II (Epitaph für 2 Violinen, Viola und Violoncello mit Bariton solo) (2008)
- Largo desolato: Prelude-Interlude-Postlude für Violine, Viola und Violoncello (2009)
- Collage IV für 3 Violoncellos (2011)
- Streichquartett III (2014).
- Diaphonia (Viola, Violoncello) (2017).

### Instrumentalwerke
- Trifolium memoriae Bélae Bartók für Klavier (1965)
- Strophen für Klarinette solo (1978)
- Sonata I für Violine solo (1982)[6]
- Passacaglia für Violoncello solo (1988)
- Auletes (fluteplayer) Oboe solo (1992)
- Sonate für Viola solo (1994)
- Sonata II für Violine solo (1998)[7]
- Cantus variabilis für Violine (2006)[8]
- Soliloquia (Violine solo) (2009)[9]
- Sonata quasi una ballata (Violoncello solo) (2012)
- Sonata III für Violine solo (2013)[10]
- Diferencias, Viola sola (2014).

### Vokal- und Choralwerke
- Das Kind (Diptychon für Frauenchor ) (1960)
- Punkte (vier Lieder auf Texte von Miroslav Holub für mittlere Stimme und Klavier) (1965)
- Drei Madrigale auf alten tschechischen Texte für Frauenchor, Flöte, Violine und Schlagzeug (1979)
- Elegiac Fragmente für mittlere Stimme und Viola (1994)
- Noctiluca (4 nocturna für mittlere Stimme, Flöte, Violine und Gitarre) (1998)
- Capriccio für Sopran, Flöte, Viola und Schlagzeug auf Verse von Konstantin Biebl (2005)
- Schmetterlinge leben nicht hier (Kinderchor auf Verse von Pavel Friedman, Ghetto Theresienstadt 4.6.1942) (2006)
- Zwei Sonette für mittlere Stimme und Viola (2017).

### Literarische Werke
Buch
- Jan Rychlík, das Leben und Werk eines Komponisten. 1. Auflage. H&H, Prag 2001, ISBN 80-86022-89-7, (tschechisch).

Sonstiges
- Musikleben in Südböhmen Budweis 1989.[11]